# Hrabstwo Putnam (Tennessee)
Hrabstwo Putnam (ang. Putnam County) – hrabstwo w stanie Tennessee w Stanach Zjednoczonych. Obszar całkowity hrabstwa obejmuje powierzchnię 402,56 mil² (1042,63 km²). Według szacunków United States Census Bureau w roku 2009 miało 72 431 mieszkańców.
Hrabstwo powstało w 1842 roku. 

## Miasta
- Algood
- Baxter
- Cookeville
- Monterey[4]

| Populacja hrabstwa w poprzednich latach | Populacja hrabstwa w poprzednich latach |
| Rok                                     | Liczba ludności                         |
| --------------------------------------- | --------------------------------------- |
| 1980                                    | 47 690                                  |
| 1990                                    | 51 373                                  |
| 2000                                    | 62 315                                  |
| 2005                                    | 66 580                                  |